# جامعة كوتاهية دوملوبينار
جامعة كوتاهية دوملوبينار هي واحدة من أحدث الجامعات في تركيا. بدأت الجامعة العمل كمؤسسة جديدة تحت اسم جامعة كوتاهية دوملوبينار في 3 يوليو 1992، مع قوة المرسوم الحكومي رقم 3837؛ قبل أن تصبح جزءًا من جامعة الأناضول مع كلية كوتاهية للاقتصاد والعلوم الإدارية التي تأسست في 12 أكتوبر 1974 باعتبارها المدرسة العليا لإدارة الأعمال في كوتاهية تحت اسم أكاديمية الاقتصاد والعلوم التجارية في إسكي شهير.

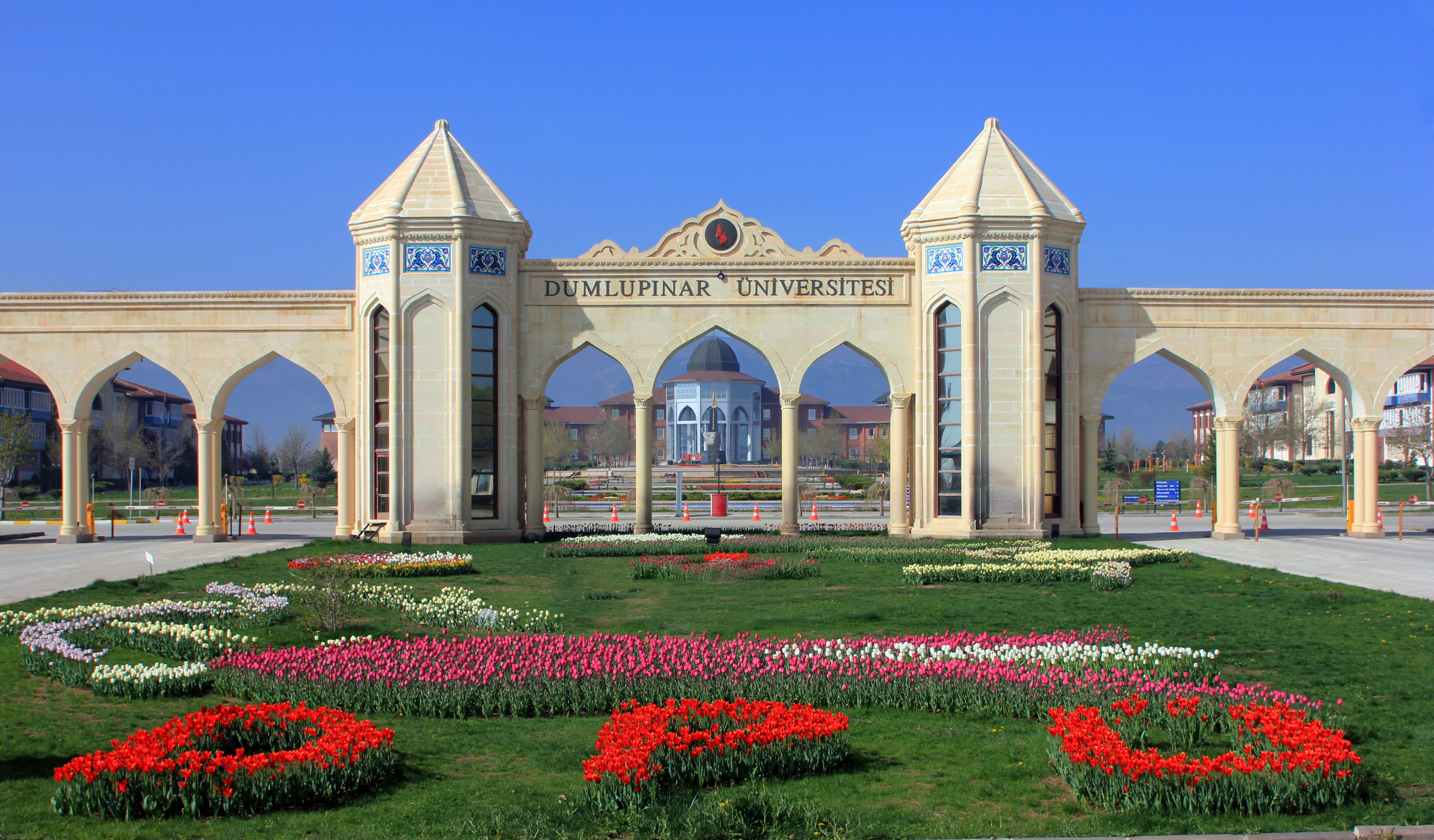
الباب الحجري لجامعة كوتاهية دوملوبينار

أقامت الجامعة علاقات وثيقة مع الجامعات في الخارج، بما في ذلك جامعة فرجينيا في الولايات المتحدة وجامعة برونيل في المملكة المتحدة وجامعة بيكس في المجر والجامعات الموجودة في الدول الأعضاء في الاتحاد السوفيتي السابق. علاوة على ذلك، تستضيف DPU أو تشارك في المؤتمرات والندوات والأحداث الثقافية التي تنظمها المؤسسات المتعاونة. أيضا الجامعة عضو في رابطة الجامعات الأوروبية.

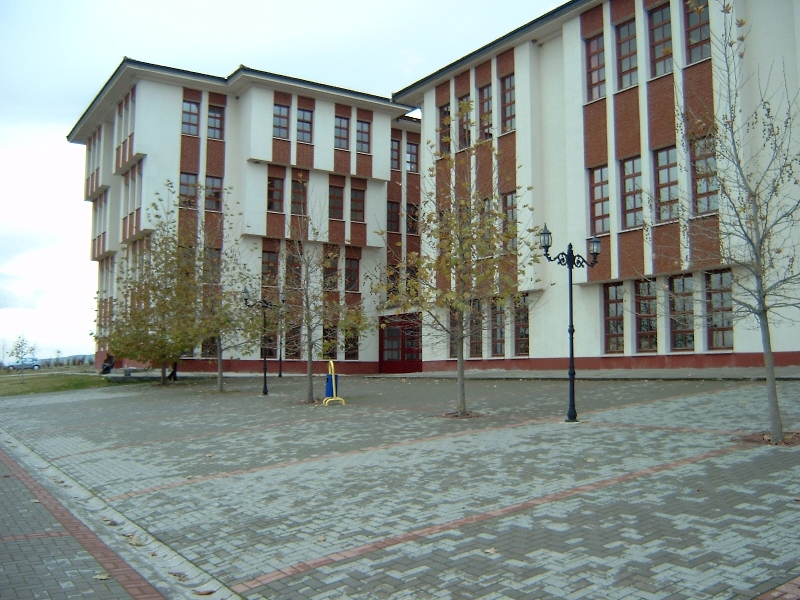
معهد العلوم الاجتماعية

## التاريخ
تأسست جامعة كوتاهية دوملوبينار مع تاريخ 11 يوليو 1992 وعدد 3837 القانون. احتوى هذا القانون أيضًا على أساس الكليات الأربع ومعهدين. من قبل واصلت أنشطتها تحت اسم جامعة الأناضول كلية الاقتصاد والعلوم الإدارية كوتاهية ومدرسة كوتاهية المهنية تشكل البذور الجامعة.

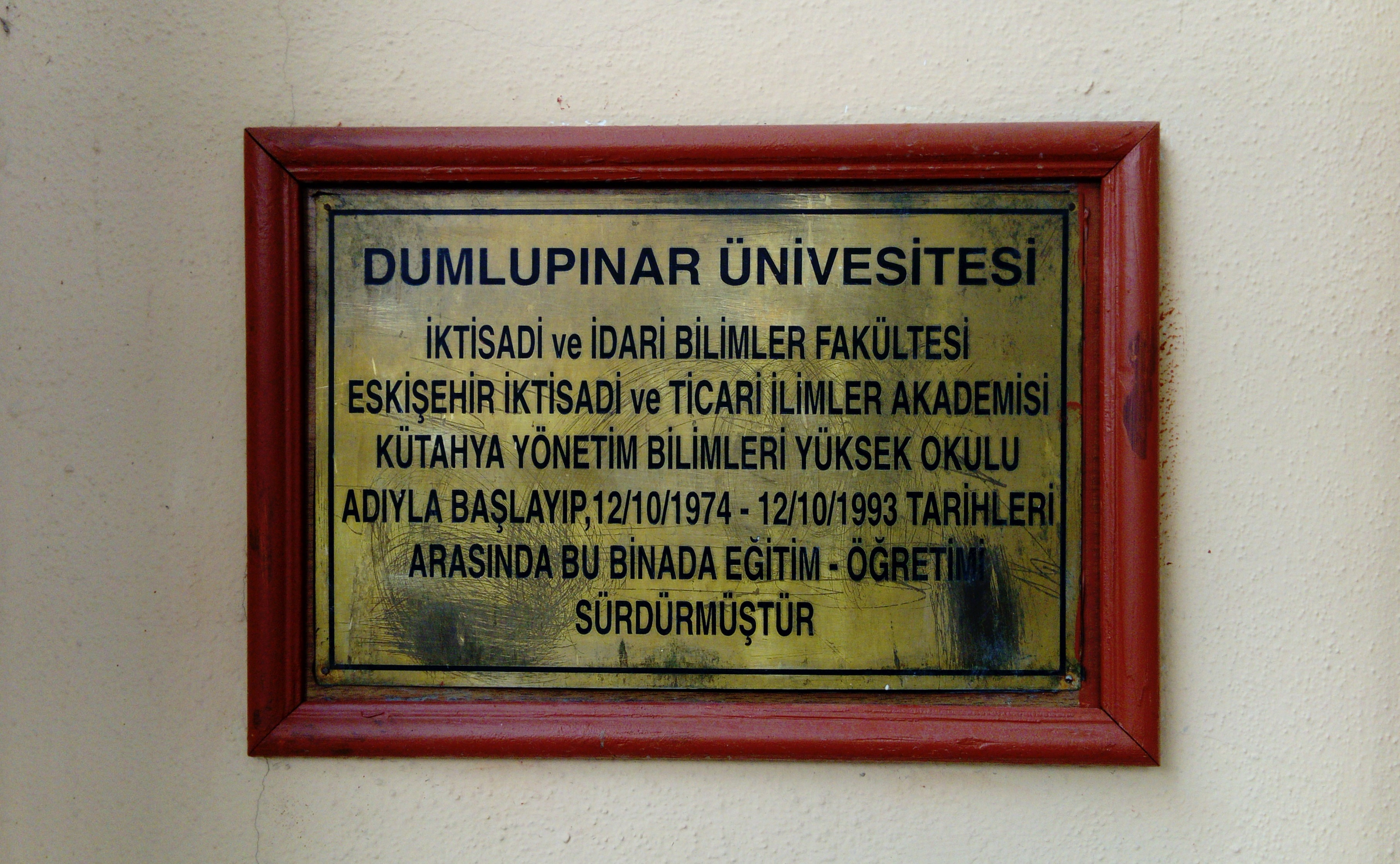
جامعة كوتاهية دوملوبينار-لافتة البناء الأولي

في 12 أكتوبر 1974، تأسست كلية كوتاهية للعلوم الاقتصادية والإدارية تحت اسم كلية كوتاهية المهنية للعلوم الإدارية التي تتصل بأكاديمية العلوم الاقتصادية والتجارية في إسكي شهير وبدأت التعليم في 4 ديسمبر 1974. وحتى 15 فبراير 1979، واصلت نشاطها التعليمي كمدرسة مهنية، ومنذ ذلك الوقت تم تحويلها إلى كلية العلوم الإدارية من كوتاهية. بعد ذلك تم ربطها بكلية الاقتصاد والعلوم الإدارية بجامعة إسكي شهير الأناضول بتاريخ 20 يوليو 1982 وعدد 41 مرسومًا حكوميًا له قوة القانون تحت اسم العلوم الإدارية في كوتاهية. آخر مدرسة بعد 3 يوليو 1992 تواصل أنشطتها التعليمية التواصل مع جامعة دوملوبينار.
بدأت مدرسة كوتاهية المهنية تعليمها بالتواصل مع وزير التعليم في فترة التعليم 1975-1976. من 11 يوليو 1992 على أنها تواصل أنشطتها التعليمية التواصل مع جامعة كوتاهية دوملوبينار.
تم إنشاء كل من كلية الآداب والعلوم، كلية الهندسة، كلية سيماو للتعليم الفني، كلية بيله جك للاقتصاد والعلوم الإدارية ومعاهد العلوم والعلوم الاجتماعية، المدارس المهنية في طاوشانلي و غيديز وبدأت أنشطتها في الفترة التعليمية 1993-1994. بقرار من لجنة الدراسات المتقدمة في 14 فبراير 1994 وعدد 94.5.332 مدرسة مهنية تأسست في مقاطعة كوتاهية العشر وأربعة مقاطعة بيله جك. بالنسبة لبروتوكول 1996/8655 بين يوك ووزارة الصحة، تمت إضافة كلية الصحة بالجامعة. مع تاريخ 14 أبريل 1999 وعدد من قانون 23666 تم تحويل القرار الذي تم نشره في الجريدة الرسمية كلية الفنون والعلوم، كلية التربية، كلية الفنون الجميلة، كلية التربية البدنية إلى كليات. في الفترة 2005-2006، تم إنشاء قسم العلوم العملية. وفقًا لقانون 24 مايو 2006/10493، تم تأسيس قرار من معهد الوزارات للعلوم الصحية.
بموجب القانون رقم 5662/29 مايو 2007، تم إنشاء جامعة بيله جك وقسمت إلى كلية واحدة وأربع مدارس مهنية.
في عام 2007، واصلت الجامعة نشاطها التعليمي من خلال ست كليات وثلاث مدارس متقدمة ومعهدين و26999 من الطلاب الجامعيين و789 محاضرًا و556 شخصًا إداريًا وفي منطقة مغلقة تبلغ مساحتها حوالي 191965 مترًا مربعًا.

## الحرم الرئيسي
يقع الحرم الجامعي الرئيسي على الطريق السريع كوتاهية- طاوشنلي، ويضم كلية الآداب والعلوم، كلية الهندسة، كلية الاقتصاد والعلوم الإدارة، كلية التربية، كلية الطب، كلية الفنون الجميلة، معهد العلوم الصحية، معهد العلوم الاجتماعية، معهد العلوم الطبيعية والتطبيقية، قسم المعلومات، المكتبة الرئيسية، المركز الصحي والعديد من المنشآت الرياضية الداخلية والخارجية. 

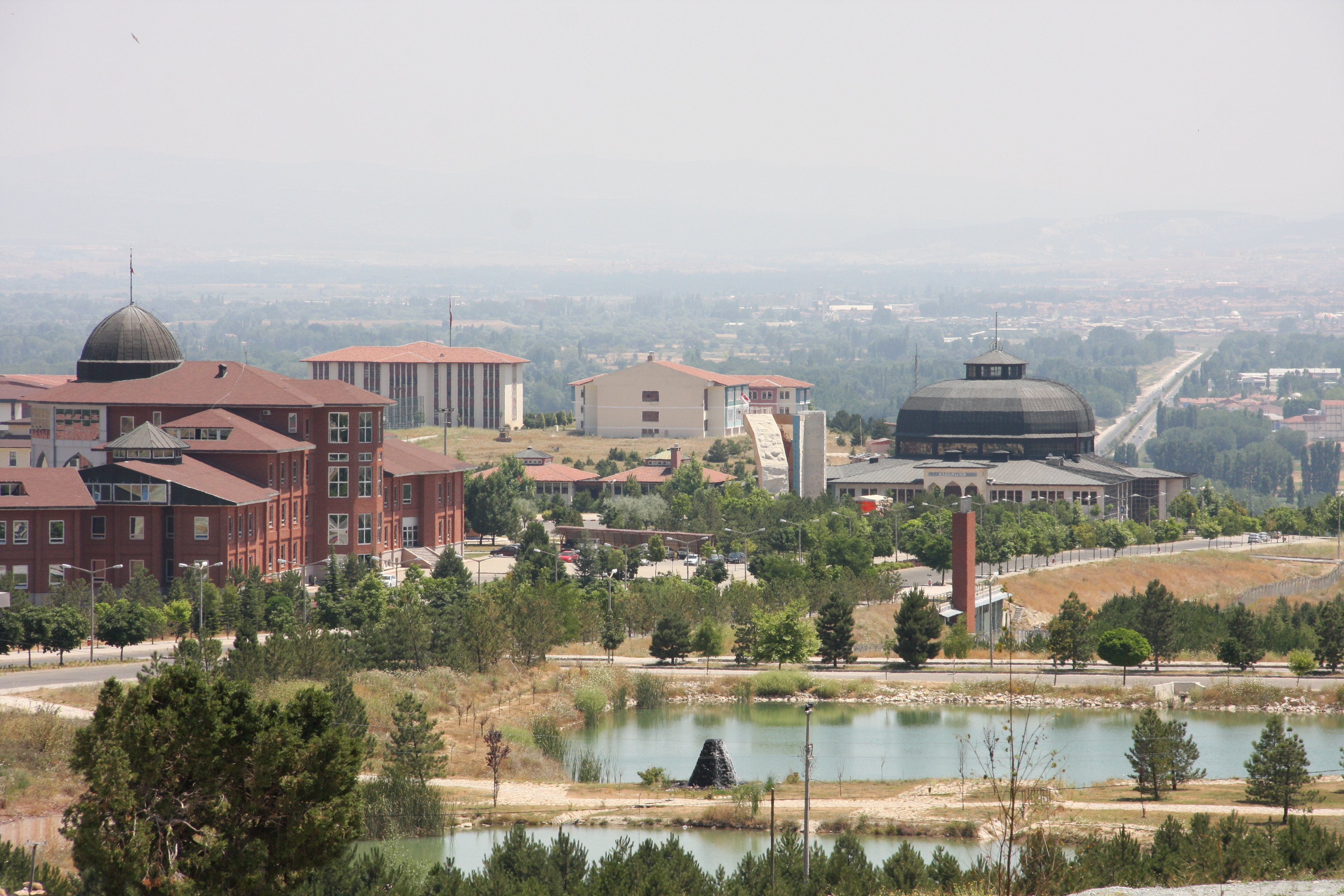
حرم جامعة دوملوبينار

## حرم جيرماين
يقع حرم جيرماين على طريق أفيون - كوتاهية السريع على بعد ثمانية كيلومترات من وسط المدينة. يضم الحرم الجامعي مدرسة كوتاهية المهنية ومدرسة التربية البدنية والرياضة والعديد من المرافق الرياضية الداخلية والخارجية.
يتم استضافة الطلاب إما في مهاجع عامة أو خاصة لديها القدرة على استضافة جميع الطلاب الوافدين؛ الموجود في وسط المدينة بسعة 2000 طالب. كما توجد مباني صالات نوم مشتركة في الحرم الرئيسي بسعة 1500 طالب.
توفر DPU لكل من طلابها والمجتمع المحلي مجموعة واسعة من المنشورات المحددة والمصادر الإلكترونية التي يتم تحديثها بانتظام في مختلف المجالات من خلال مكتباتها. توفر الجامعة لطلابها خدمات الحوسبة التي توفر الوصول إلى الإنترنت في العديد من معامل الكمبيوتر في جميع أنحاء الجامعة. علاوة على ذلك، فإنه يوفر فرصًا تنافسية للبحث في مختلف المجالات من خلال مختبرات البحث والتطوير التي لديها أحدث التحسينات التكنولوجية.

## الكليات والأقسام والمدارس

### برامج البكالوريوس
- كلية التربية
  - التدريب على علوم الكمبيوتر والتدريس
  - العلوم التربوية
  - تعليم ابتدائي
  - التدريب التركي
  - تدريب خاص
  - التدريب على العلوم الاجتماعية في التعليم الثانوي

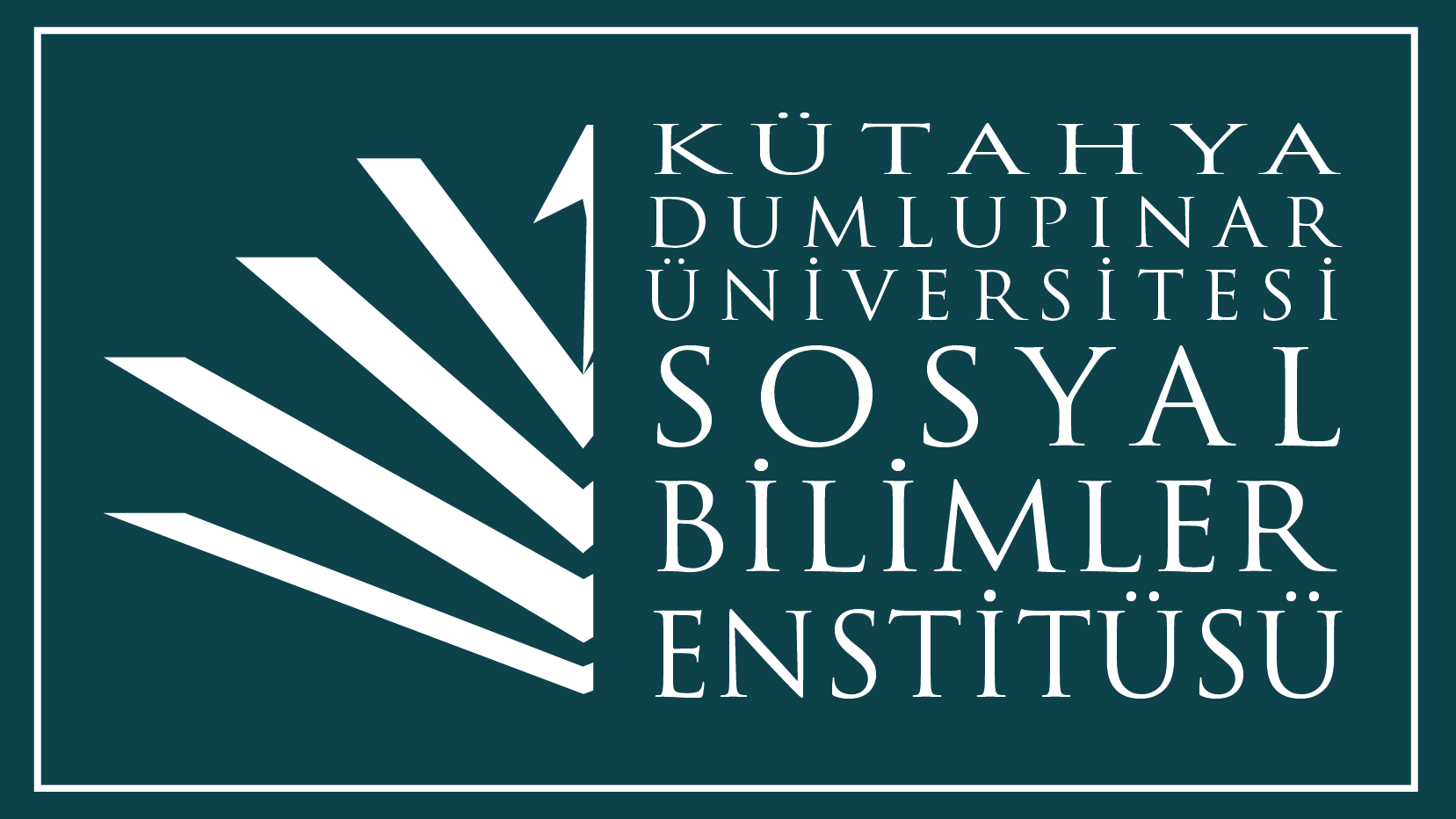
شعار معهد العلوم الإجتماعية

- - التعليم الثانوي علوم الحياة وتدريب الرياضيات
- كلية الآداب والعلوم
  - الرياضيات
  - الفيزياء
  - كيمياء
  - مادة الاحياء
  - الكيمياء الحيوية
  - اللغة التركية وآدابها
  - التاريخ
  - علم الآثار
  - علم الإجتماع
  - اللغات الغربية وآدابها

- - علوم التربية
- كلية الفنون الجميلة
  - تصميم الاتصالات المرئية
  - فن الرسم
  - السيراميك والزجاج
  - تصميم داخلي
  - تصميم الحرف اليدوية والإنتاج

- كلية الاقتصاد والعلوم الإدارية
  - إدارة
  - اقتصاديات
  - الإدارة العامة
  - المالية العامة

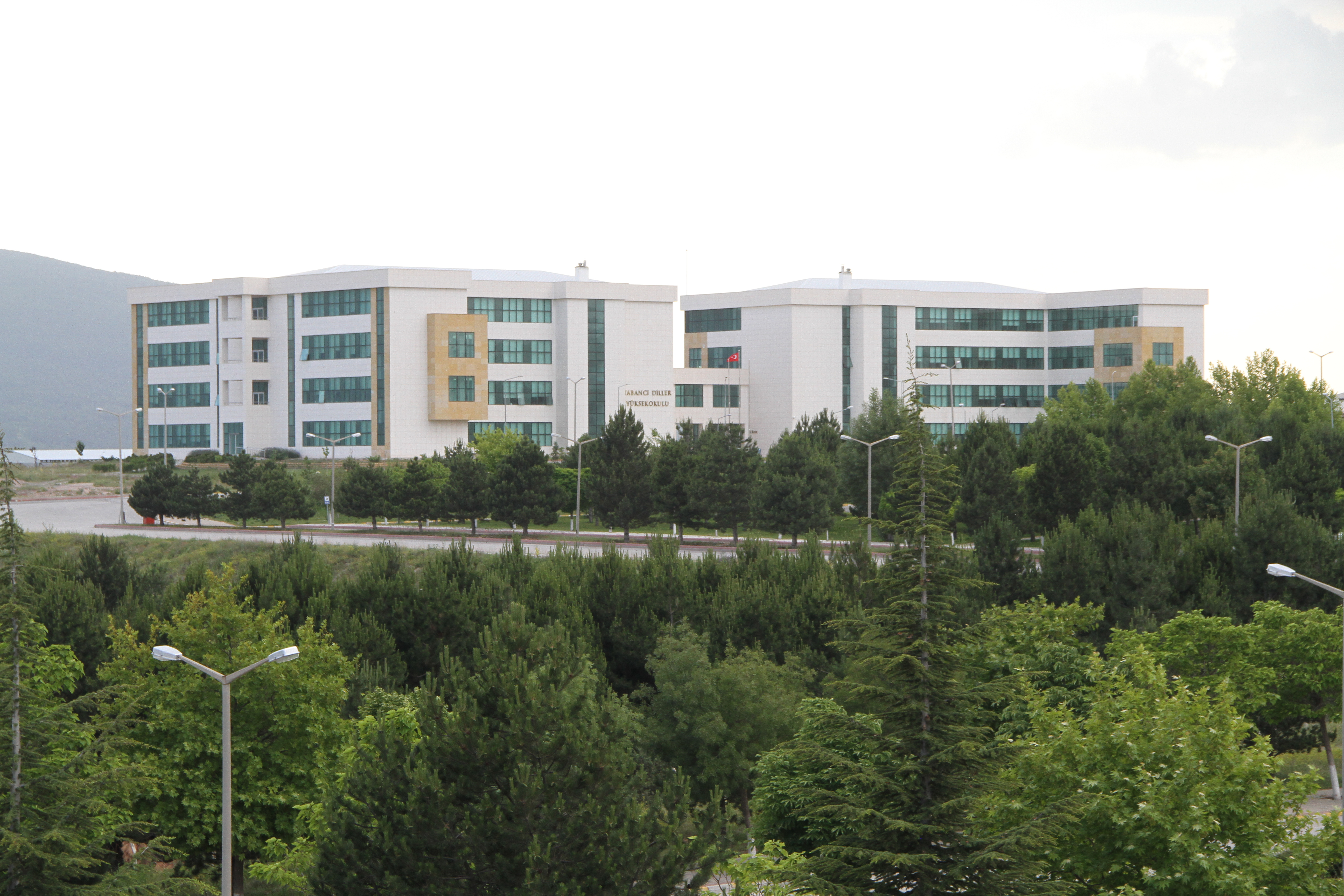
مبنى مدرسة العليا للغات الأجنبية في جامعة دوملوبينار

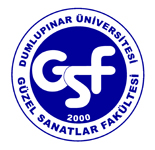
شعار كلية الفنون الجميلة لجامعة دوملوبينار

  - العلوم السياسية والعلاقات الدولية
  - الاقتصاد القياسي
  - إدارة الموارد البشرية
  - التجارة الدولية والتمويل
- كلية الإلهيات
  - العلوم الاسلامية الاساسية
  - الفلسفة والإلهيات
  - التاريخ والفنون الإسلامية
  - تعليم المدارس الابتدائية للدين والأخلاق

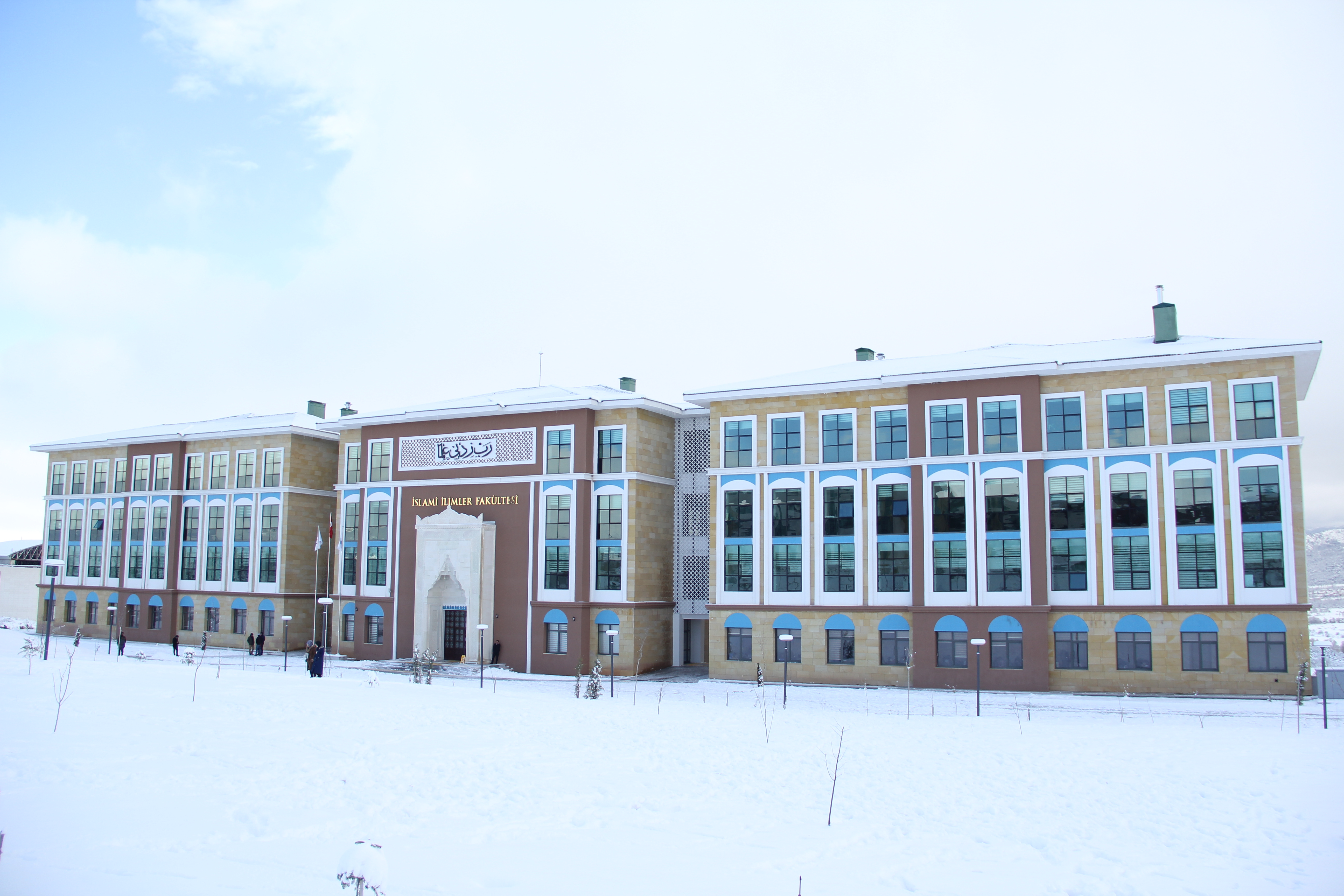
مبنى كلية العلوم الإسلامية لجامعة دوملوبينار

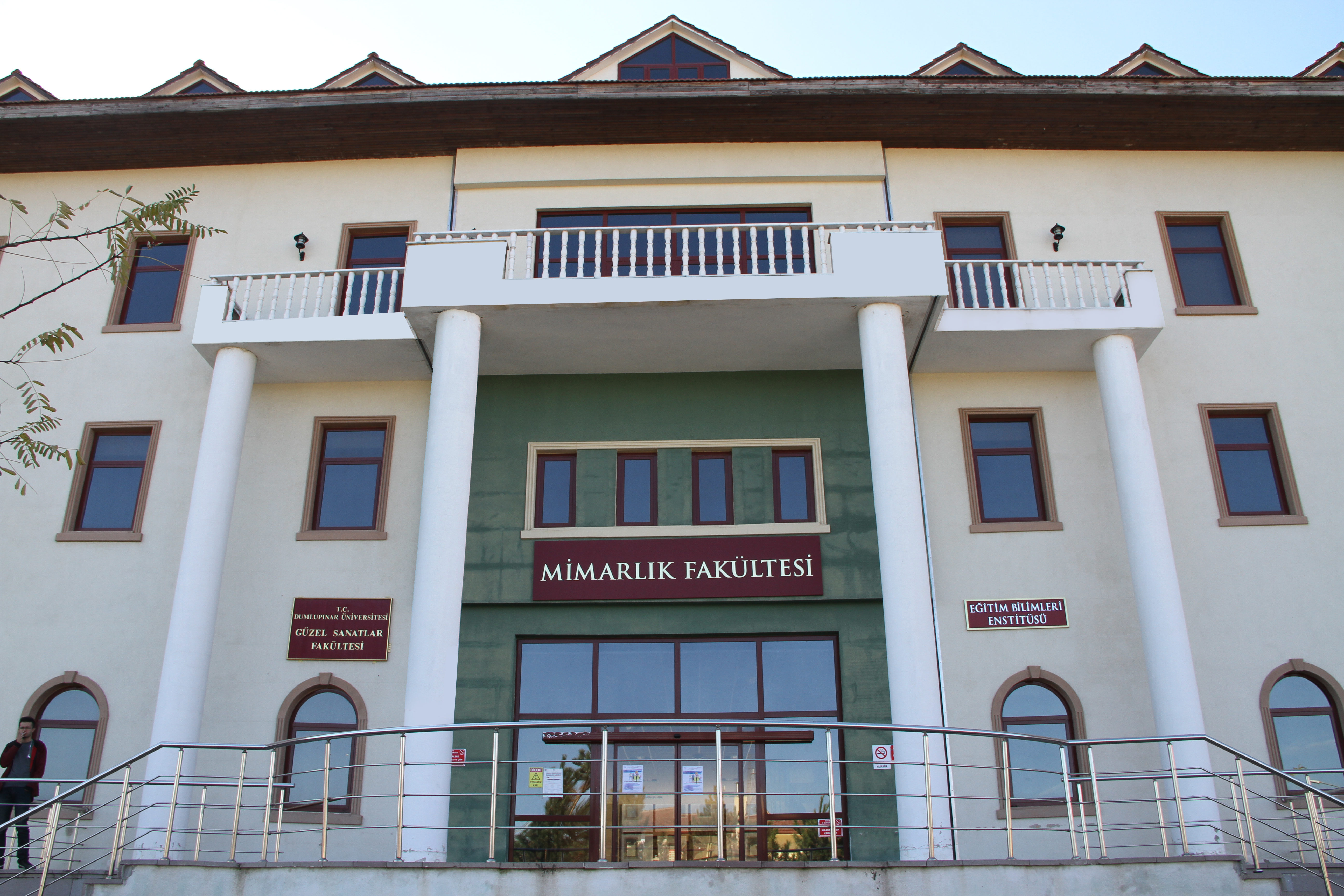
مبنى كلية الهندسة المعمارية لجامعة دوملوبينار

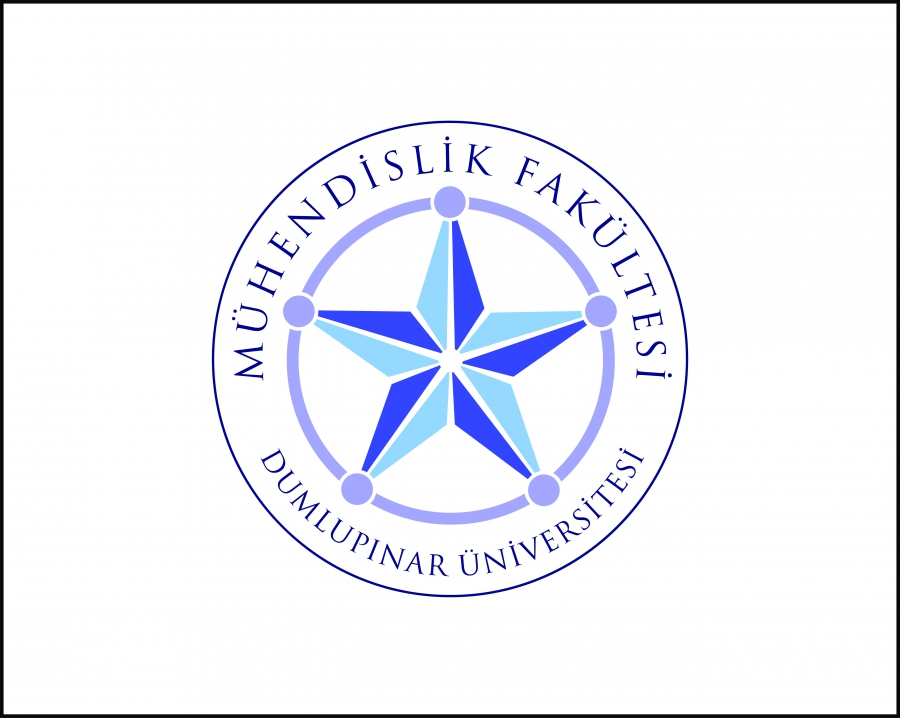
شعار كلية الهندسة لجامعة دوملوبينار

- كلية الهندسة المعمارية
  - هندسة معمارية
  - التصميم الصناعي
  - تخطيط المدن و

- كلية الهندسة
  - هندسة مدنية
  - هندسة ميكانيكية
  - هندسة التعدين
  - هندسة وعلم المواد
  - الهندسة الكهربائية والإلكترونية
  - هندسة صناعية
  - هندسة الحاسوب
  - الهندسة الجيولوجية

- كلية سيماو للتكنولوجيا
  - هندسة التصنيع
  - الهندسة الكهربائية والإلكترونية
  - هندسة النجارة الصناعية
  - هندسة نظم الطاقة
  - هندسة التحكم
  - هندسة التصميم الصناعي

## روابط خارجية
- الموقع الرسمي لجامعة Dumlupınar
- قائمة أعضاء EUA